# ملعب ساربوري
ملعب ساربوري (بالإنجليزية: Saraburi_Stadium)‏ هو ملعب كرة قدم يقع في محافظة سارابوري، تايلاند، يتسع لـ 6,000 متفرج.